# Immigració a Xile
La immigració a Xile és el procés mitjançant el qual les persones emigren a Xile en comunitats per residir al país. La població xilena recibío immigracions principalment d'Amèrica Llatina, Europa i Pròxim Orient durant els segles XIX i XX. Actualment, els immigrants són principalment d'origen americà (sobretot de països limítrofs) i també la nova immigració provinent d'Àsia. Aquests grups d'immigrants posseeixen orígens i motivacions diverses.
En l'any 2014, el Departament de estrangeria i migració (DEM) comptabilitzava 573.731 estrangers al país, a base a l'atorgament de permisos de residència permanent i altres de residència temporal, sobre actes administratius i no de persones. Això representa un 2,7% de la població nacional.

## Taula d'immigració
| Any  | Població total | Població immigrants Font | Població immigrants Font | Població immigrants Font | Població immigrants Font | Població immigrants Font |
| Any  | Població total | Total                    | %                        | Europeus                 | Americans                | Altres                   |
| ---- | -------------- | ------------------------ | ------------------------ | ------------------------ | ------------------------ | ------------------------ |
| 1865 | 1 819 223      | 21.982                   | 1,21%                    | 53,7%                    | 41,4%                    | 4,9%                     |
| 1875 | 2 075 971      | 25.199                   | 1,21%                    | 62,3%                    | 33,0%                    | 4,7%                     |
| 1885 | 2 057 005      | 87.077                   | 4,23%                    | 30,1%                    | 67,2%                    | 2,7%                     |
| 1907 | 3 249 279      | 134.524                  | 4,5%                     | 53,3%                    | 42,7%                    | 4,0%                     |
| 1920 | 3 731 593      | 114.114                  | 3,06%                    | 60,0%                    | 31,2%                    | 8,9%                     |
| 1930 | 4 287 445      | 105.463                  | 2,46%                    | 60,0%                    | 24,6%                    | 15,4%                    |
| 1940 | 5 023 539      | 107.273                  | 2,14%                    | 67,2%                    | 21,7%                    | 11,1%                    |
| 1952 | 5 932 995      | 103.878                  | 1,75%                    | 55,9%                    | 23,4%                    | 20,7%                    |
| 1960 | 7 374 115      | 104.853                  | 1,42%                    | 60,9%                    | 26,1%                    | 13,0%                    |
| 1970 | 8 884 768      | 90.441                   | 1,02%                    | 53,3%                    | 34,4%                    | 12,3%                    |
| 1982 | 11 275 440     | 84.345                   | 0,75%                    | 31,8%                    | 54,5%                    | 13,7%                    |
| 1992 | 13 348 401     | 114.597                  | 0,86%                    | 20,1%                    | 65,1%                    | 14,8%                    |
| 2002 | 15 116 435     | 184.464                  | 1,22%                    | 17,2%                    | 71,8%                    | 11,0%                    |